# Liste des évêques et archevêques de Michoacán-Morelia
Cette liste recense les évêques qui se sont succédé sur le siège du diocèse de Michoacán depuis sa création le 8 août 1536. La liste se poursuit avec les archevêques à partir du 26 janvier 1863 lorsque le diocèse est élevé au rang d'archidiocèse métropolitain. Le 22 novembre 1924, il prend le nom d'archidiocèse de Morelia.

## Évêques
- Vasco de Quiroga (18 août 1536 - 14 mars 1565)
- Antonio Ruiz de Morales y Molina, O.S.A (15 mai 1566 - 10 décembre 1572), nommé évêque de Tlaxcala
- Juan de Medina Rincón y de la Vega, O.S.A (18 juin 1574 - 1588)
  - Sede vacante (1588-1592)
- Alfonso Guerra, O.P (9 mars 1592 - 28 juin 1596)
- Domingo de Ulloa, O.P (3 avril 1598 - 1601)
- Andrés de Ubilla, O.P (29 janvier 1603 - mai 1603)
- Juan Fernández de Rosillo (16 juin 1603 - 29 octobre 1606)
- Baltazar de Cobarrubias y Muñoz, O.S.A (4 février 1608 - 22 juillet 1622)
- Alonso Enríquez de Toledo y Armendáriz, O.M (15 avril 1624 - 5 décembre 1628)
- Francisco de Rivera y Pareja, O.M (17 septembre 1629 - 5 septembre 1637)
- Marcos Ramírez de Prado y Ovando, O.F.M (30 mai 1639 - 15 décembre 1666), nommé archevêque de Mexico
- Payo Enríquez de Rivera Manrique, O.S.A (16 janvier 1668 - 17 septembre 1668), nommé archevêque de Mexico
- Francisco Antonio Sarmiento de Luna Enríquez, O.S.A (12 novembre 1668 - 25 septembre 1673), nommé évêque d'Almería
- Francisco Verdín y Molina (27 novembre 1673 - 29 avril 1675)
- Francisco de Aguiar y Seijas y Ulloa (30 août 1677 - 20 avril 1682), nommé archevêque de Mexico
- Juan Ortega y Montañés (8 juin 1682 - 21 juin 1700), nommé archevêque de Mexico
- García Felipe de Legazpi y Velasco Altamirano y Albornoz (8 août 1701 - 14 janvier 1704), nommé évêque de Tlaxcala
- Manuel de Escalante Colombres y Mendoza (19 mai 1704 - 15 mai 1708)
  - Sede vacante (1708-1713)
- Felipe Ignacio Trujillo y Guerrero (22 mai 1713 - 6 février 1721)
- Francisco de la Cuesta, O.S.H (27 septembre 1723 - 31 mai 1724)
  - Sede vacante (1724-1728)
- Juan José de Escalona y Calatayud (15 novembre 1728 - 23 mai 1737)
  - Sede vacante (1737-1741)
- José Félix Valverde (24 novembre 1738 - 23 février 1741) (évêque élu)
- Francisco Pablo Matos Coronado (2 janvier 1741 - 26 avril 1744)
- Martín de Elizacoechea (8 mars 1745 - 19 novembre 1756)
- Pedro Anselmo Sánchez de Tagle (26 septembre 1757 - 27 mai 1772)
- Luis Fernando de Hoyos y Mier (12 juillet 1773- 7 mai 1776)
- Juan Ignacio de la Rocha (12 mai 1777 - 3 février 1782)
- Francisco Antonio de San Miguel Iglesia Cajiga, O.S.H (15 décembre 1783 - 18 juin 1804)
- Marcos de Moriana y Zafrilla (26 juin 1805 - 27 juillet 1809)
  - Manuel Abad y Queipo (1811 - 1811) (évêque élu)
- Juan Cayetano José María Gómez de Portugal y Solís (28 février 1831 - 4 avril 1850)
- Clemente de Jesús Munguía y Núñez (3 octobre 1850 - 26 janvier 1863), nommé archevêque de Michoacán

## Archevêques
- Clemente de Jesús Munguía y Núñez (3 octobre 1850 - 14 décembre 1868)
- José Ignacio Árciga Ruiz de Chávez (21 décembre 1868 - 7 janvier 1900)
- Atenógenes Silva y Álvarez Tostado (31 août 1900 - 21 février 1911)
- Leopoldo Ruiz y Flóres (27 novembre 1911 - 12 décembre 1941)
- Luis María Altamirano y Bulnes (12 décembre 1941 - 7 février 1970)
- Manuel Martín del Campo Padilla (7 février 1970 - 6 avril 1972)
- Estanislao Alcaraz y Figueroa (3 juillet 1972 - 20 janvier 1995)
- Alberto Suárez Inda (20 janvier 1995 - 5 novembre 2016)
- Carlos Garfias Merlos, depuis le 5 novembre 2016
  - José Armando Álvarez Cano, coadjuteur, depuis le 25 janvier 2025

## Sources
- (en) « Archdiocese of Morelia  : Past and Present Ordinaries », sur catholic-hierarchy.org (consulté le 25 octobre 2023)